# Ludwik Andrzej Fiszer
Ludwik Andrzej Fiszer (ur. 13 października 1927 w Łodzi, zm. 15 stycznia 2023 w Warszawie) – polski chemik oraz żołnierz Armii Krajowej, powstaniec warszawski.

## Życiorys
Pochodził ze znanej łódzkiej rodziny księgarzy–wydawców. Byli nimi jego pradziadek – Adam, dziadek – Ludwik senior, ojciec – Kazimierz i stryj – Ludwik. Jego matką była Janina z d. Piędzicka.
W 1935 rodzina przeniosła się z Łodzi do majątku matki w Szczepicach koło Nakła. Po wybuchu II wojny światowej Fiszerowie wyjechali ze wsi i w 1940 zamieszkali w Warszawie przy ul. Ks. Skorupki 12
Wkrótce po wybuchu powstania warszawskiego przystąpił do oddziału OW KB (Organizacji Wojskowej Korpusu Bezpieczeństwa), należącego do I Obwodu „Radwan” Warszawskiego Okręgu Armii Krajowej. Do oddziału wprowadził go sąsiad – Jan Strzałkowski. Po zaprzysiężeniu otrzymał stopień strzelca.  Przyjął pseudonim „Alfa”. W sierpniu uczestniczył – wykonując zadania pomocnicze w drugiej linii – w niemal trzytygodniowych walkach o zdobycie budynku tzw. Małej PAST-y, znajdującym się przy ul. Piusa XI 19. Następnie pracował przy wyrobie granatów. Był też łącznikiem por. Czesława Kostrzębskiego ps. „Zenon”.
Po upadku powstania dostał się do niewoli niemieckiej. Najpierw był jeńcem w obozie przejściowym dla żołnierzy AK w podwarszawskim Ożarowie, a następnie – Stalagu 344 Lamsdorf (Łambinowice) oraz od 18 listopada 1944 – Stalagu IV B Mühlberg. Później został wyznaczony do pracy przymusowej w fabryce ceramiki w Miśni. Po kapitulacji Niemiec pełnił przez pewien czas służbę w kompaniach wartowniczych Armii Stanów Zjednoczonych.
W 1946 powrócił do Polski i zamieszkał w rodzinnej Łodzi. Uzupełniwszy wykształcenie, podjął pracę w miejscowym Instytucie Włókiennictwa. Zajmował się chemią polimerów. Zgłosił i otrzymał ponad 16 patentów – indywidualnych i zespołowych.
Będąc potomkiem rodu księgarzy, nigdy nie zaprzestał obcowania z książkami. Był bibliofilem. W 1996 został członkiem Wielkopolskiego Towarzystwa Przyjaciół Książki w Poznaniu.
29 lipca 2018 Prezydent Rzeczypospolitej Polskiej – Andrzej Duda – odznaczył go Krzyżem Kawalerskim Orderu Odrodzenia Polski.
Po śmierci spoczął w grobie rodzinnym na Starych Powązkach w Warszawie. Kwatera 284cw, rząd 5.